# Montigny-en-Cambrésis
Montigny-en-Cambrésis là một xã ở trong tỉnh Nord ở miền bắc nước Pháp. Xã này có diện tích 5,87 km², dân số năm 1999 là 600 người. Xã nằm ở khu vực có độ cao từ 111-150 mét trên mực nước biển.